# 骨盆腔發炎
骨盆腔發炎（Pelvic inflammatory disease，PID）也稱為盆腔炎，指的是女性子宮或輸卵管受到感染的情形，有些定義也包含卵巢感染。骨盆腔發炎時常無明顯的症狀可能病徵有下腹痛、陰道分泌物、發燒、排尿時尿道有灼熱感、性交疼痛和不規律的流血。骨盆腔發炎會導致長期的併發症，例如：不孕症、異位妊娠和慢性骨盆疼痛。
大約75~90%的病例可以在感染處發現淋球菌或砂眼披衣菌，但時常有其他不同種細菌同時感染。如果淋病和披衣菌感染的患者未積極接受治療，大約分別有40%和10%會惡化為骨盆腔發炎。該疾病危險因子通常和性病相似，包括大量的性伴侶和藥物濫用。陰道灌洗也會增加罹病風險。典型的診斷是基於目前的徵兆和症狀，因此若育齡婦女有下腹疼痛，需將骨盆腔發炎列入可能疾病。直接的診斷是藉由手術中觀看輸卵管和膿。超音波也對診斷很有幫助。
預防方法包含：禁慾、減少性伴侶，以及正確使用保險套。對於具有披衣菌感染風險的女性進行預防性篩檢和治療，也能降低骨盆腔發炎的機會。骨盆腔發炎一旦確診一般建議進行治療 ，且性伴侶也需同時進行相關的檢查及治療。症狀輕微者可以注射一劑頭孢曲松抗生素後，口服兩周的多西環素或甲硝唑。重症者如果三天後未改善則需考慮靜脈注射抗生素。
2008年全球有1.06億人感染衣原菌，另外有1.06億人感染淋病，但骨盆腔發炎的人數並不清楚，估計每年約有1.5%的年輕女性有骨盆腔發炎的症狀，美國估計每年有一百人受到骨盆腔發炎的影響。1970年代一種稱為達康盾的子宮環會增加骨盆腔發炎的機率，現在使用的子宮環在使用一個月之後，不會造成骨盆腔發炎。